# Audi Q8
Audi Q8 este un SUV crossover coupé de dimensiuni medii, de lux, produs de Audi, care a fost lansat în 2018. Este nava amiral a liniei de SUV-uri Audi și este produs la uzina Volkswagen din Bratislava.